# Palau dels Comtes de Barcelos

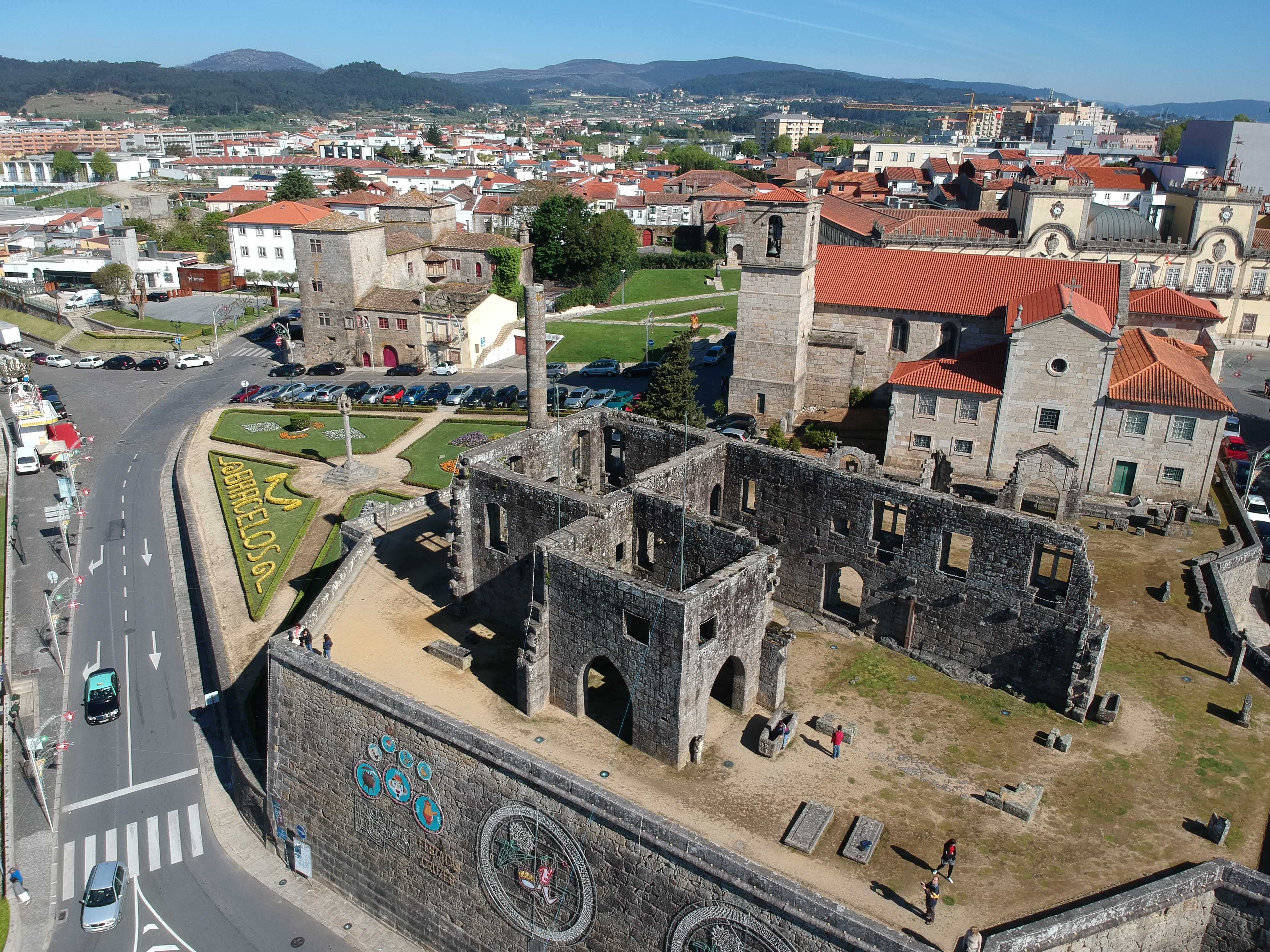
Palau dels Comtes de Barcelos, Portugal

El Palau dels Comtes de Barcelos, també anomenat Palau dels Ducs de Bragança, es troba a la freguesia de Barcelos, ciutat i municipi del mateix nom, districte de Braga, a Portugal.

## Història
S'alçà en la primera meitat del segle xv per iniciativa d'Alfons I, duc de Bragança, i es constituí com a castell palatí. Era l'edificació més rica de Barcelos en l'època en què fou construït.
La decadència d'aquest palau començà a finals del segle xviii.
En les ruïnes, hui, ja no es veu la primitiva torre, que se situava entre el pont de Barcelos i les quatre xemeneies. Es va danyar a conseqüència del terratrèmol de 1755, i s'arruïnà definitivament el 1801. El 1872, el municipi de Barcelos va decidir demolir-ne el que restava dempeus. Aquesta demolició mai va arribar a la totalitat, a causa de les protestes populars. El que ens n'ha restat —poc més d'algunes parets i una xemeneia tubular—, no ens dona idea de la seua grandesa original.
Està classificat com a Monument Nacional per decret de 16 de juny de 1910, publicat en el DG núm. 136, de 23 de juny de 1910.
A la primeria del segle xx, les seues ruïnes albergaren el Museu Arqueològic de Barcelos.

## Característiques
Alçat en estil gòtic, tenia una planta rectangular de prop de 32 m per 16 m. Hi destacaven quatre fumerals de molta altura.